# Kanton Le Puy-en-Velay-Est
Kanton Le Puy-en-Velay-Est (fr. Canton du Puy-en-Velay-Est) je francouzský kanton v departementu Haute-Loire v regionu Auvergne. Tvoří ho čtyři obce.

## Obce kantonu
- Blavozy
- Brives-Charensac
- Le Puy-en-Velay (východní část)
- Saint-Germain-Laprade